# Ергин
 Тази статия е за древногръцкият цар.  За алкалоидът вижте Ергин (алкалоид).  
Ергин (на старогръцки: Ἐργῖνος; Erginos; Erginus) в древногръцката митология е цар на минийците в Орхомен в Беотия.
Той е син на царя на Орхомен Климен, синът на Пресбон или син на Пориклимен, синът на Нелей. Брат е на Архон, Азей, Пилей и Стратий. Баща е на Трофоний и Агамед.
Ергин е споменат при първите деяния на младия Херакъл и също е един от Аргонавтите.
Ергин побелява рано и затова му се подиграват жените от Лемнос, където аргонавтите спрели, където той печели състезание.
Баща му Климен, царят на минийците, е смъртно ранен с хвърлен камък от Периер, водачът на колесница на тиванския благородник Менекей. Умирайки Климен задължава своя син, който го последва на трона, да отмъсти. Ергин подчинява Тива, взема оръжието на града и задължава жителите да му изпращат 20 години 100 крави годишно като трибут. Херакъл, който живеел в Тива, протестира против това. Той осъкътява пратениците, които трябва да приемат трибута и завързани ги изгонва от града. Когато Ергин научава за това, изисква предаването на Херакъл. Царят на Тива Креон от страх иска да се съгласи, но Херакъл събира малка група от млади мъже, които се въоръжават със закаченото оръжие в тиванските храмове. Ергин изпраща войска против Тива, която е победена в един тесен планински проход от Херакъл, доведения му баща Амфитрион и техните трупи. В тази битка Ергин е убит от ръката на Херакъл, пада убит също и Амфитрион. След битката градът и замъкът Орхомен са завладени от Херакъл и изгорени. Минийците трябвало веднага да плащат двойно от трибута, който са получили.
По друга версия Ергин остава жив във войната против Херакъл и сключва мир. Той е неженен до стари години. Но понеже искал да има деца, той се оженил по съвет на оракула на Делфи, за млада жена и има с нея Трофоний и Агамед.